# Stănești-Lunca
Stănești-Lunca – wieś w Rumunii, w okręgu Vâlcea, w gminie Lungești. W 2011 roku liczyła 714 mieszkańców.